# Harfa szklana

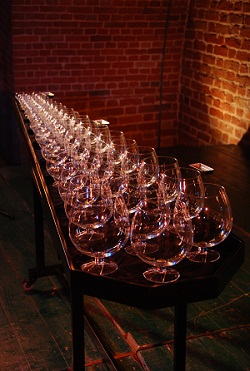
Szklana Harfa Glass Duo (2009)

Harfa szklana, anielskie organy lub verrilion – instrument muzyczny zbudowany z kieliszków, w którym dźwięk powstaje poprzez pocieranie zwilżonym opuszkiem palca rantu czarki.
Można również uderzać kielich lub np. pocierać go smyczkiem.
Twórcą nazwy i pierwszym wirtuozem tego instrumentu był Irlandczyk Richard Pockridge, który wynalazł instrument w 1743 roku. Rozsławił szklaną muzykę najpierw w Dublinie, a potem w Wielkiej Brytanii. Do jej popularyzacji przyczynił się również Ch.W. Gluck, który koncertował z powodzeniem na swym verrilionie zbudowanym z kieliszków.
W XVIII wieku anielskie organy stały się bardzo popularne i – dzięki koncertom granym przez prawdziwych wirtuozów – cieszyły się dużym prestiżem. W następnym stuleciu ich znaczenie gwałtownie zmalało. Na sceny wkroczyły instrumenty głośniejsze i bardziej wirtuozowskie, jeśli chodzi o możliwości – fisharmonia i fortepian młoteczkowy.
W XX wieku reaktywował je i spopularyzował Bruno Hoffmann. To on nadał instrumentowi zbudowanemu z kieliszków nową nazwę – harfa szklana. Nazwa instrumentu jego konstrukcji nawiązuje do harfy Eola, a skojarzenie Hoffmanna odwołuje się do jakości i charakteru brzmienia, a nie do konstrukcji, która w niczym nie przypomina przecież strunowej harfy.
Wykonawców podtrzymujących tradycje wskrzeszone przez Hoffmanna jest dziś na świecie bardzo niewielu. W Polsce kultywuje je zespół Glass Duo.